# Cryphia argentacea
Cryphia argentacea là một loài bướm đêm trong họ Noctuidae.